# Куттельвашер, Хорст
Хорст Куттельвашер (нем. Horst Kuttelwascher; 6 октября 1937, Приттльбах, Бавария, Третий рейх — 26 июля 2016, Окленд) — австрийский гребец академического стиля, бронзовый призёр чемпионата мира по академической гребле в Люцерне (1962).

## Биография
Когда ему было три года отец был мобилизован для участия во Второй мировой войне, матери пришлось одной воспитывать троих детей. Из-за воздушных налетов на Линц семья была эвакуирована в Пойербах и только в 1954 г. она нашла другую квартиру в Линце.
После окончания средней школы работал продавцом электрооборудования, затем перешел в компании, занимавшиеся продажей вычислительного оборудования, сначала он работал в компании Katzinger, позже вошедшей во французскую Bull Group, где дослужился до начальника отдела.
Тренировался под руководством Лео Лозерта. Неоднократный чемпион Австрии. Участник летних Олимпийских игр в Риме (1960) и в Токио (1964). На чемпионате мира по академической гребле в Люцерне (1962) в составе четвёрки без рулевого завоевал бронзовую медаль. 
По завершении спортивной карьеры стал успешным тренером, в том числе тренировал своих троих детей.